# Hachinofunairi-dōri
 (juillet 2025).
 (juillet 2021).
Le Hachinofunairi-dōri (八之舟入通, Hachinofunairi-dōri) est une voie du centre-ville de Kyoto. Orientée ouest-est, elle débute au Kawaramachi-dōri (en) et aboutit au Kiyamachi-dōri (en).

## Description

### Situation
La rue est située dans le centre-ville de Kyoto, dans l'arrondissement de Nakagyō. Même si les véhicules peuvent passer, la voie est très étroite.

### Voies rencontrées
De l'est vers l'ouest, en sens unique. Les voies rencontrées de la droite sont mentionnées par (d), tandis que celles rencontrées de la gauche, par (g).
1. Kawaramachi-dōri (en) (河原町通)
2. (d) Route municipale Kyoto Seikei 6 (京都市道立誠経6号線)
3. (d) Nishikiyamachi-dōri (en) (西木屋町通)
4. Rivière Takase (高瀬川, Takase-gawa?)
5. Kiyamachi-dōri (en) (木屋町通)

### Transports en commun
On y retrouve un stationnement public pour vélos, gratuit pendant les 30 premières minutes d'usage.

## Odonymie
La rue porte le nom du huitième canal (八之舟入) sur la rivière Takase, aujourd'hui démoli.

## Histoire
La rue a longtemps été sans nom, appelée sous le nom de Kawaramachishijō kudaru Misujime higashiiru (河原町四条上ル三筋目東入ル), approximativement troisième allée est de Kawaramachishijō. En 2012, un décret municipal lui donne son nom actuel.

## Patrimoine et lieux d'intérêt
On retrouve le pont Kamiya (紙屋橋), qui permet de traverser la rivière Takase. La centrale électrique Kansai Electric de Kawaramachi (関西電力河原町変電所) est situé sur la rue.
Les canaux de Kyoto sur la rivière Takase ont été ouverts par Suminokura Ryōi (en) (角倉了以) et son fils Sōan (素庵) au début de l'époque d'Edo. Ils servaient de postes de chargement et de transit pour les bateaux, et à leur apogée étaient au nombre de neuf. Au milieu de l'époque d'Edo, seulement sept étaient encore en opération. Au XXIe siècle, seul le premier canal (一之船入) subsiste, et est devenu un lieu historique. Une stèle commémorative a été installée près du pont Kamiya, sur le Hachinofunairi-dōri en 2009.